# 勞倫斯鎮區 (伊利諾伊州勞倫斯縣)
勞倫斯鎮區（英語：Lawrence Township）是位於美國伊利諾伊州勞倫斯縣的一個行政鎮區。

## 地方資料
根據2010年美國人口普查的數據，勞倫斯鎮區的面積為109.00平方千米，當中陸地面積為108.50平方千米，而水域面積為0.50平方千米。當地共有人口6501人，而人口密度為每平方千米59.64人。